# Diocesi di Eluru
La diocesi di Eluru (in latino Dioecesis Eluruensis) è una sede della Chiesa cattolica in India suffraganea dell'arcidiocesi di Visakhapatnam. Nel 2023 contava 380.332 battezzati su 5.639.734 abitanti. È retta dal vescovo Jaya Rao Polimera.

## Territorio
La diocesi comprende il territorio del distretto del Godavari Occidentale e i comuni (mandals) di Amalapuram, Kothapeta, Rajole e Mummidivaram nel distretto del Godavari Orientale, prima della riforma amministrativa del 2022, nello stato indiano dell'Andhra Pradesh.
Sede vescovile è la città di Eluru, dove si trova la cattedrale di Amalodbhavi Matha.
Il territorio è suddiviso in 124 parrocchie.

## Storia
La diocesi è stata eretta il 9 dicembre 1976 con la bolla Haud dubitantes di papa Paolo VI, ricavandone il territorio dalla diocesi di Vijayawada. Originariamente era suffraganea dell'arcidiocesi di Hyderabad.
Il 14 ottobre 1984 a Kurukkuru, nel territorio della diocesi, il sacerdote Jose Kaimlett ha fondato la congregazione degli Araldi della Buona Novella.
Il 16 ottobre 2001 è entrata a far parte della provincia ecclesiastica di Visakhapatnam.

## Cronotassi dei vescovi
Si omettono i periodi di sede vacante non superiori ai 2 anni o non storicamente accertati.
- John Mulagada † (9 dicembre 1976 - 16 agosto 2009 deceduto)
  - Sede vacante (2009-2013)
- Jaya Rao Polimera, dal 13 giugno 2013

## Statistiche
La diocesi nel 2023 su una popolazione di 5.639.734 persone contava 380.332 battezzati, corrispondenti al 6,7% del totale.
| anno | popolazione | popolazione | popolazione | presbiteri | presbiteri | presbiteri | presbiteri                | diaconi | religiosi | religiosi | parrocchie |
| anno | battezzati  | totale      | %           | numero     | secolari   | regolari   | battezzati per presbitero | diaconi | uomini    | donne     | parrocchie |
| ---- | ----------- | ----------- | ----------- | ---------- | ---------- | ---------- | ------------------------- | ------- | --------- | --------- | ---------- |
| 1980 | 88.697      | 4.034.000   | 2,2         | 68         | 33         | 35         | 1.304                     |         | 42        | 170       | 32         |
| 1990 | 126.083     | 6.109.000   | 2,1         | 89         | 48         | 41         | 1.416                     |         | 52        | 252       | 48         |
| 1999 | 200.000     | 7.500.000   | 2,7         | 136        | 67         | 69         | 1.470                     |         | 241       | 385       | 78         |
| 2000 | 218.000     | 8.306.000   | 2,6         | 139        | 69         | 70         | 1.568                     |         | 264       | 545       | 80         |
| 2001 | 224.758     | 8.906.000   | 2,5         | 147        | 72         | 75         | 1.528                     |         | 289       | 545       | 83         |
| 2002 | 228.910     | 8.906.000   | 2,6         | 148        | 78         | 70         | 1.546                     |         | 284       | 560       | 85         |
| 2003 | 238.499     | 9.100.000   | 2,6         | 143        | 81         | 62         | 1.667                     |         | 511       | 493       | 92         |
| 2004 | 253.115     | 9.538.115   | 2,7         | 143        | 81         | 62         | 1.770                     |         | 421       | 545       | 92         |
| 2006 | 281.531     | 7.867.781   | 3,6         | 160        | 87         | 73         | 1.759                     |         | 496       | 564       | 102        |
| 2013 | 335.178     | 8.524.000   | 3,9         | 246        | 116        | 130        | 1.362                     | 5       | 698       | 703       | 113        |
| 2016 | 356.894     | 8.860.000   | 4,0         | 289        | 129        | 160        | 1.234                     |         | 723       | 765       | 115        |
| 2019 | 369.825     | 9.180.130   | 4,0         | 281        | 123        | 158        | 1.316                     |         | 666       | 811       | 110        |
| 2021 | 376.858     | 9.378.900   | 4,0         | 293        | 132        | 161        | 1.286                     |         | 751       | 934       | 121        |
| 2023 | 380.332     | 5.639.734   | 6,7         | 295        | 134        | 161        | 1.289                     |         | 751       | 680       | 124        |